# Canavalia kauaiensis
Canavalia kauaiensis är en ärtväxtart som beskrevs av J.D.Sauer. Canavalia kauaiensis ingår i släktet Canavalia och familjen ärtväxter. Inga underarter finns listade i Catalogue of Life.